# Землетрясение на Камчатке (апрель 1923)
В пятницу 13 апреля 1923 года в 15:31 UTC произошло землетрясение магнитудой 6,8-7,3 у восточного побережья Камчатки, вблизи Усть-Камчатска. Это событие произошло несколько южнее февральского землетрясения магнитудой 8,4. Оба землетрясения породили за собой цунами, но высота волн после апрельского толчка заметно превышала значения для февральского. После двух форшоков умеренной силы, главное событие произвело значительные разрушения, хотя большинство из 36 погибших умерло от последствий цунами, вызванного землетрясением, а не из-за самого землетрясения.

## Тектоническая обстановка
Событие произошло у восточного побережья Камчатки, которое идет параллельно Курило-Камчатскому жёлобу, возле Камчатско-Алеутского тройника. В этом районе сходятся три плиты: Тихоокеанская на юге, Северо-Американская на востоке и Охотская, на которой находится полуостров, на западе. Поскольку Тихоокеанская и Северо-Американская плиты старше и тяжелее, они погружаются под Охотскую, образуя зону субдукции. Она сейсмогенична и является причиной землетрясений на Камчатке, которые иногда производят цунами. Некоторые из этих толчков настолько сильны, что их называют мегаземлетрясениями (например, землетрясение 1952 года магнитудой 9,0, которое было одним из сильнейших землетрясений за всю историю наблюдений).

## Толчок

### Хронология событий[12]
Апрельское землетрясение было частью серии мегаземлетрясений, которые происходили у берегов Камчатки начиная с февраля 1923 года. 3 февраля произошло землетрясение магнитудой 8,4. Из-за своей мелкой глубины гипоцентра (15 км) и магнитуды чувствовались очень сильные колебания, которые по шкале Меркалли оценили на XI, а также поднялось цунами высотой 6 метров; еще одно землетрясение (магнитуда 8,3) с цунами произошло 23 февраля. После этого регулярно происходили меньшие толчки до начала апреля. Чарльз Рихтер и Бено Гутенберг полагали, что апрельское событие было одним из афтершоков февральского, однако современная литература иногда склоняется к мнению, что это было землетрясение-дублет.
Около 11 часов 13 апреля начали чувствоваться первые толчки; вторая серия, к двум часам дня, была уже умеренной силы. Час позже землетрясение настолько усилилось, что местные жители были вынуждены покинуть свои дома. Спустя 15-20 минут в Усть-Камчатск пришла первая волна цунами, а вторая, самая большая, нагрянула еще через 15 минут.

### Характеристика землетрясения
Землетрясение на Камчатке апреля 1923 года часто описывается как землетрясение-цунами, которое производит разрушительные цунами с очень высокими волнами, но в локальном масштабе. Характеристической чертой таких землетрясений является то, что они выпускают энергию в течение длинного периода времени, а их скорость распространения разрыва меньше (иногда достиная 1 км/с), поэтому толчок ощущается слабее, а разрушения связанные с ним обычно меньше, чем бы ожидалось от землетрясений такой магнитуды. Это приводит к тому, что местные жители обычно не предупреждены заранее о приходе большого цунами, которое по своей силе больше, чем ожидалось бы от обычного землетрясения схожей магнитуды.
Некоторые ученые утверждают, что во время самого +произошли подводные оползни, что и послужило причиной непропорционально сильного цунами по отношению к магнитуде. В то же время форшоки, которые начали шатать дома, заставили людей заблаговременно выйти из них, что избежало большое количество жертв.

#### Местонахождение эпицентра
Среди ученых нет единого мнения по поводу точных координат эпицентра. Международная сейсмологическая сводка (ISS) определила координаты эпицентра на 55°42′ с. ш. 162°30′ в. д., в то же время каталок ISC-GEM отнес эпицентр севернее, к точке 56°22′ с. ш. 162°42′ в. д. Гутенберг и Рихтер же оценили его приблизительное положение на 56°30′ с. ш. 162°30′ в. д.
В современной литературе тоже нет согласия по поводу координат очага землетрясения. В 2017 году, Салари и Окал предположили, что место очага находилось к северо-западу от острова Беринга, то есть на 57°21′ с. ш. 162°55′ в. д., но с этим мнением не были согласны Буржуа и Пинегина, для которых эпицентр находился на территории Камчатского залива. Энгдаль же полагает, что эпицентр был на суше, недалеко от координат взятых из каталога ISC-GEM (56°34′ с. ш. 163°02′ в. д.).

## Цунами
Первая волна цунами пришла на побережье через 15 минут после главного толчка и обрушилась на один из заводов Усть-Камчатска, но никто не пострадал. Через 15 минут с юго-запада нахлынула вторая волна, которой зона поражения простиралась от мыса Шуберта до Камчатского мыса на Камчатском полуострове.
В Усть-Камчатске, на Дембиевской косе, которая отделяет Нерпичье озеро от Тихого океана, высота цунами достигла 11 метров. Оно уничтожило поселение, которое находилось на косе, а также некоторые дома на окраине самого Усть-Камчатска. На реке Камчатке цунами проломало лед на протяжении 7 км от устья и изменило его форму. Глубина заплеска на суше могла составить 3 км, так как вода скользила по толстому снежному покрову, покрытому сверху корочкой льда. Из-за засоления почв связанным со вторжением морских волн, в окрестности были повреждены кусты и деревья.
Несмотря на уничтожения в Усть-Камчатске, новопостроенная радиостанция, а также новый рыбный завод, которые находились на косе в нескольких километрах к востоку от села, уцелели, а высота волн там не превышала 2 м. Однако вполне вероятно, что Нерпичье озеро превратилось из пресного в солоноватое именно из-за волны цунами, так что эти наблюдения подвергаются сомнению.
Самые высокие волны цунами наблюдались в районе Первой речки, 50 км к юго-западу от Усть-Камчатска — их высота оценивается на 20-30 м. Там цунами прокатилось 7-8 км вглубь полуострова, вырывая с корнями деревья. У Второй речки разрушения не были настолько значительны, но леса на протяжении 4,5 км от устья там тоже были уничтожены. Пинегина и др. подсчитали, что цунами подобной силы статистически может происходить раз на 300 лет.
За пределами Камчатки максимальная высота волны была отмечена возле с. Никольского на острове Беринга, где амплитуда цунами составила 4 м. На Гавайских островах волны были мелкие — в Хило высота составила 30 см, а в Гонолулу — 20 см. Еще меньше волны были замечены на западном побережье Северной Америки. В Тофино, на острове Ванкувер в Британской Колумбии, были зарегистрированы колебания высотой 8 см, а в Сан-Франциско — 15 см. Подобные значения отмечены и на японском побережье.

## Последствия
После землетрясения 13 апреля в районе Усть-Камчатска ощущалось три небольших толчка — 14 (15) апреля, 27 апреля и 4 мая, которые могли быть афтершоками главного землетрясения.
В итоге стихийного бедствия было уничтожено три японских рыбных завода, а также сравнены с землей или повреждены дома местного населения, которое также потеряло сельскохозяйственных животных. Ущерб оценивался миллионами рублей золотом.
Вследствие землетрясения погибло 36 человек, из них 23 в Усть-Камчатске (13 японцев, по 5 русских и китайцев), а также пострадало 116 людей, из них 48 — дети. Часть оставшихся в живых переселялась в села вверх по течению (Черный Яр, Нижнекамчатск), чтобы избежать подобную катастрофу в будущем. Другие же построили новую деревню — Крутоберёгово, которая существует и сегодня. Те же, кто никуда не переезжал, принялись отстраивать город на противоположном, левом берегу реки Камчатки, куда постепенно перенеслась основная масса населения. В 1981 году последовала принудительная эвакуация населения с правого берега (где изначально находилось поселение) в связи с его цунамиопастностью, и теперь он незаселен.